# 26639 Мургаш
26639 Мургаш (26639 Murgaš) — астероїд головного поясу, відкритий 5 травня 2000 року.
Тіссеранів параметр щодо Юпітера — 3,530.